# خوسيه رييس إسترادا أغيري
خوسيه رييس إسترادا أغيري (بالإسبانية: José Reyes Estrada Aguirre)‏ هو سياسي مكسيكي، ولد في 1929 في تشيهواهوا في المكسيك، وتوفي في 31 مارس 1989 في سيوداد خواريز في المكسيك. حزبياً، نشط في الحزب الثوري المؤسساتي. وقد انتخب عضو مجلس النواب المكسيك.